# 詹妮弗·岡薩雷斯
詹妮弗·艾丁·岡薩雷斯·科隆（西班牙語：Jenniffer Aydin González Colón，1976年8月5日—）是一位波多黎各政治家，現任波多黎各總督，曾任波多黎各第20任居民代表。岡薩雷斯曾在波多黎各新進步黨和美國共和黨擔任領導職務。這些職位包括擔任波多黎各共和黨主席、波多黎各眾議院議長和少數黨領袖，以及PNP副主席。
岡薩雷斯是最年輕的居民代表，也是第一位擔任該職位的女性。
2024年11月5日，詹妮弗·岡薩雷斯在2024年大選中以近40%的選票贏得波多黎各總督職位。